# UNSCOM
De United Nations Special Commission, of kortweg UNSCOM, was een speciale commissie van de Verenigde Naties - opgericht in 1991 - om toe te zien op de belangrijkste voorwaarden voor de wapenstilstand na de Golfoorlog, met name dat Irak zich zou ontdoen van zijn massavernietigingswapens, onder toezicht van speciaal daartoe aangestelde wapeninspecteurs.
De kiem voor de commissie werd gelegd in Resolutie 687 van 3 april 1991, waarin deze voorwaarden worden beschreven. Nadat Irak daaraan geen gehoor had gegeven, volgde Resolutie 707 op 15 april en de benoeming van een voorzitter nog eens vier dagen later.
Als onderdeel van de door de internationale gemeenschap opgelegde vredesregeling na de oorlog bepaalde de VN-Veiligheidsraad op 3 april 1991 dat Irak zich diende te houden aan alle internationale verdragen die de productie en het gebruik van nucleaire, chemische en biologische wapens verbieden en dat het zich zou onderwerpen aan strenge beperkingen ten aanzien van het bezit en de ontwikkeling van langeafstandsraketten. Feitelijk plaatste de internationale gemeenschap Irak hiermee onder curatele. Het internationale toezicht werd uitgeoefend door twee instanties. Het International Atomic Energy Agency (IAEA) zag toe op het nucleaire deel van de bepalingen. Een nieuw opgerichte United Nations Special Commission (UNSCOM) concentreerde zich op de vernietiging van de Irakese biologische en chemische wapens, en rakettechnologie.
De Zweedse diplomaat Rolf Ekéus leidde de organisatie tot 1997. Zijn opvolger was de Australiër Richard Butler (geboren in 1942), en dat tot 1999. Op 17 december van dat jaar werd Resolutie 1284 aangenomen en ging UNSCOM op in de United Nations MOnitoring, Verification and Inspection Commission, ofwel UNMOVIC.
Hoessein Kamal, de schoonzoon van Saddam Hoessein, liep in augustus 1995 met een groot aantal documenten over naar Jordanië. Dat verschafte de inspecteurs de nodige aanknopingspunten, want tot dusver was er bitter weinig van de vermoede installaties gevonden. Daarna werden enige successen gemeld. De medewerking van de Iraakse autoriteiten werd bovendien zeer onvoldoende gevonden.
Een van de experts die door UNSCOM werd geconsulteerd was de Britse wetenschapper David Kelly.

## Aanleiding
Op 2 augustus 1990 viel Irak buurland Koeweit binnen, na een geschil over olie. Diezelfde dag nog eiste de VN-Veiligheidsraad de onvoorwaardelijke terugtrekking van het Iraakse leger. Omdat daar geen gevolg aan gegeven werd, konigde ze enkele dagen later een handelsembargo met Irak af. In de daaropvolgende maanden vergrootte een multinationale coalitie, onder aanvoering van de Verenigde Staten, haar militaire slagkracht in de regio, hoofdzakelijk op het grondgebied van Saoedi-Arabië en in de Perzische Golf.
Omdat Irak zich ondanks het machtsvertoon niet terugtrok uit Koeweit, machtigde de Veiligheidsraad het gelegenheidsverbond, de multinationale coalitie, onder aanvoering van de Verenigde Staten, op 29 november 1990 om Irak desnoods met geweld uit Koeweit te verdrijven. De vredesafdwingende operatie Desert Storm, onder leiding van de Amerikaanse luitenant-generaal Norman Schwarzkopf, ging van start in de nacht van 16 op 17 januari 1991. Na een wekenlange bombardementscampagne begon op 23 februari een korte grondoorlog, die na honderd uur alweer voorbij was. Het Iraakse leger werd verpletterend verslagen en uit Koeweit verdreven.

## Nederlandse bijdrage aan UNSCOM
Van 9 juni 1991 tot en met 10 november 1998 heeft Nederland aan UNSCOM bijgedragen met in totaal 14 militairen.
De Nederlandse medewerkers aan UNSCOM kwamen na negentig dagen in Irak in aanmerking voor de United Nations Special Service Medal. Er werd door de Secretaris-Generaal van de Verenigde Naties echter geen UNSCOM-medaille ingesteld. Zij komen ook in aanmerking voor de Nederlandse Herinneringsmedaille VN-Vredesoperaties en het Herinneringsteken Bijzondere Missies.